# Nagy-Hárs-hegy
Le Nagy-Hárs-hegy est un sommet de Hongrie situé dans le 2e arrondissement de Budapest dans les collines de Buda, entre János-hegy et Normafa. On trouve parmi ses cavités la grotte Bátori. 